# Agallissus melaniodes
Agallissus melaniodes är en skalbaggsart som beskrevs av Johan Wilhelm Dalman 1823. Agallissus melaniodes ingår i släktet Agallissus och familjen långhorningar.
Artens utbredningsområde är Honduras. Inga underarter finns listade i Catalogue of Life.